# Narycia certificata
Narycia certificata är en fjärilsart som beskrevs av Edward Meyrick 1918. Narycia certificata ingår i släktet Narycia och familjen säckspinnare. Inga underarter finns listade i Catalogue of Life.